# Spaceman
"Spaceman" é uma canção da banda americana de rock The Killers. Ela foi lançada como segundo single do álbum Day & Age de 2008. A canção ficou na 17ª posição da lista da revista Rolling Stone das 100 Melhores Músicas de 2008.

## Faixas
Promo CD
1. "Spaceman" (versão para rádios) – 4:13
2. "Spaceman" (versão do álbum) – 4:44

UK 7" Picture Disc
1. "Spaceman" – 4:44
2. "Tidal Wave" – 4:14

Edição limitada - 12" Picture Disc
1. "Spaceman" – 4:44
2. "Four Winds" (Conor Oberst) – 3:56

Alemanha - CD/Alemão iTunes EP
1. "Spaceman" - 4:44
2. "Four Winds" (Conor Oberst) - 3:56
3. "Tidal Wave" - 4:14

Promo Remix CD
1. "Spaceman" (Bimbo Jones vocal mix) – 8:04
2. "Spaceman" (Bimbo Jones dub) – 8:03
3. "Spaceman" (Bimbo Jones radio edit) – 4:33

Promo Remix CD 2
1. "Spaceman" (Bimbo Jones Radio Mix) – 04:33
2. "Spaceman" (Bimbo Jones Vocal Mix) – 08:05
3. "Spaceman" (Lee Dagger Mix) – 09:03
4. "Spaceman" (Max Jackson Dub) – 06:26
5. "Spaceman" (Sander Van Doorn Alternative Mix) – 07:38
6. "Spacemen" (Sander Van Doorn Mix) – 06:38

Outros emixes
1. "Spaceman" (remix de Tiësto)

## Paradas musicais
| Paradas (2008-09)                                 | Melhor posição |
| ------------------------------------------------- | -------------- |
| Alemanha (Media Control Charts)                   | 29             |
| Austrália (ARIA Singles Chart)                    | 62             |
| Áustria (Ö3 Austria Top 40)                       | 44             |
| Canadá (Canadian Hot 100)                         | 47             |
| Países Baixos (Acharts.us)                        | 22             |
| Irlanda (Irish Singles Chart)                     | 33             |
| Israel (Media Forest)                             | 6              |
| Eslováquia (IFPI)                                 | 89             |
| Suíça (Schweizer Hitparade)                       | 89             |
| Reino Unido (UK Singles Chart)                    | 40             |
| Estados Unidos (Billboard Hot 100)                | 67             |
| Estados Unidos (Billboard Hot Modern Rock Tracks) | 8              |
| Estados Unidos (Billboard Hot Dance Club Play)    | 2              |
| Estados Unidos (Billboard Triple A)               | 17             |

## Lançamento
| Região           | Data                   | Formato          | Gravadora      |
| ---------------- | ---------------------- | ---------------- | -------------- |
| América do Norte | 4 de novembro de 2008  | Download digital | Island Records |
| Mundo            | 23 de novembro de 2008 | Download digital | Island Records |
| Reino Unido      | 9 de fevereiro de 2009 | 7" vinil         | Island Records |
| Europa           | 27 de março de 2009    | CD e EP digital  | Island Records |
| América do Norte | 12 de abril de 2009    | 12" vinil        | Island Records |